# 팻 킬베인
팻 킬베인(Patrick F. Kilbane, 1969년 11월 5일 ~ )는 미국의 배우, 희극 배우이다.
레이크우드에서 태어났다.

## 영화
- 세미 프로 (2008년)
- 데이 오브 더 데드 (2008년) - 닥터 엔젤 역
- 미트 데이브 (2008년)
- 퍽키드 (2006년) - 엘비스 역
- 유로트립 (2004년)
- 에볼루션 (2001년) - 샘 존슨 역
- 뉴저지 턴파이크 (1999년)